# The Fly
A The Fly a hetedik dal az ír U2 együttes 1991-es Achtung Baby albumán. Kislemezen is megjelent, Angliában az első helyet érte el a slágerlistán, a Billboard Hot 100-on a 61. lett. Az énekes Bono úgy írta le a dalt, mint annak a hangja, ahogy „négy férfi kivágja a Jozsué fát”, ez utalás az 1987-es The Joshua Tree sikeralbumukra, pontosabban az azon hallható hagyományos rockzenétől való eltávolodásukra. A dal egyfajta bevezetés volt az együttes 1990-es évekbeli elektronikus kísérletezéseibe. A klipjében és az albumot követő Zoo TV Touron jelent meg Bono úgynevezett Fly perszónája, amely a rocksztár sztereotípia egyfajta ironikus értelmezése, bőrszereléssel és hatalmas napszemüveggel.

## Története
Mint egy insdustrial, felpörgetett ütemű, groove-os dal, a U2 keményebb és érdesebb oldalát mutatja be. Az együttes első kísérlete a hangzással a Cole Porter feldolgozás, a Night and Day, és a kislemez B-oldalán elhelyezkedő Alex Descends into Hell for a Bottle of Milk / Korova 1. A dalt The Edge valaha felvett egyik legbonyolultabb gitárjátéka kíséri.
Ezzel az új hangzással a The Fly főleg a népszerűsége csúcsán lévő alternatív rock színtér rajongóit fogta meg, de emellett jelentős lejátszási időt kapott a rádiókban is. Ez volt a második listavezető kislemezük a Desire után, Bryan Adams (Everything I Do) I Do It For You dalának 16 hetes rekordját törte meg, bár csak egyetlen hétre lett listavezető. Amerikában csak a 61. helyet érte el, ezt később az Achtung Baby összes kislemeze felülmúlta. Minazonáltal a dal nagyon sikeres volt a rock listákon, a Modern Rock Tracks listán első, a Mainstream Rock Tracks listán a második helyen tetőzött.
A Zoo TV Tour élő előadásain The Edge egy Fender Eric Clapton Signature Stratocasteren játszott, őt Bono egy Gibson ES-175-el kísérte. Ez a verzió számos torzítást tartalmazott, például a wah és a distortion effektet. The Edge a falzett kórus egy részét is maga énekelte. Játék közben kivetítőn különböző üzenetek jelentek meg a kivetítőn, például sex, panic, death.
Az Elevation Touron csak The Edge kísérte egy Gibson Les Paul Custom gitárral, és egy kis wah effekt alkalmazásával. Bono nem játszott gitáron ezen a verzión, ehelyett csak énekelt, alig egy karnyújtásnyira a közönségtől. Ez a verzió attól különleges, hogy egy új szöveggel rendelkező bevezetőt kapott, amelyet The Edge arpeggiószerű gitárjátéka kísért. The Edge itt nem énekelte a falzett kórusban. Ez a verzió tartalmazta először a dal kiterjedt befejezését. Az együttes érezte, noha a dal jó, de lehetne még jobb is. David Bowie, miután meghallotta ezt a verziót, úgy vélte, hogy érdemes lenne így újra felvenni. Bono ezt mondta erre: „tizenöt év kellett hozzá, hogy igazán jól előadjuk élőben”, ami azt jelenti, hogy ez a verzió egy tudatos fejlődés eredménye volt.
A Vertigo Touron a Zoo TV album dalain és stílusán alapuló újrázásban játszották, gyakran párosítva a Zoo Station című dallal. The Edge egy Line 6 Variay 700 Acoustic gitárt, Bono pedig a saját Gretsch Irish Falcon gitárját használta. Larry Mullen megváltoztatta a dobjátékát ezen a verzión, például a hi-hat cintányért többször használta. Újra kiterjesztett befejezést adtak hozzá, Bono ezután gyakran énekelte a Rolling Stones (I Can't Get No) Satisfaction dalát.
Helyet kapott az együttes Zoo TV: Live from Sydney, Elevation 2001: Live from Boston és Vertigo 2005: Live from Chicago koncert DVD-in.
A kislemeze borítója egységes koncepcióval készült az album többi kislemezével: ha az Even Better Than the Real Thing, The Fly, Who’s Gonna Ride Your Wild Horses, and Mysterious Ways borítóit összeillesztjük, egy képet kapunk, melyen az együttes tagjai egy Trabantot vezetnek.

## Videóklip
A dalt kísérő videóklip az első volt, amely bemutatta a zenekar merőben új stílusát. A rendezői Ritchie Smythe és Jon Klein voltak. Smythe része egy performance videó, amely életlen képekkel és gyors vágásokkal mutatja be a zenekart. Klein része Bonóról szólt, aki egy széken ülve, távirányítóval a kezében válogat a TV műsorok között. A klip bevezetőjét szintén Klein alkotta, itt Bono látható a Fly stílusában, napszemüveggel és bőrdzsekiben, aláfestésként a dal Lounge Fly Mix remixe hallható.

## Külső hivatkozások
- Dalszöveg angolul és magyarul
- Videóklip
- AllMusic kritika link[halott link] (angolul)